# Dark Horse Entertainment
Dark Horse Entertainment — подразделение американской издательской компании комиксов Dark Horse Comics, основанное в 1992 году. У них также есть дочерняя компания Dark Horse Indie. Штаб-квартира находится в Милуоки, штат Орегон.

## Продукция

### Сериалы

#### Сериалы, основанные на публикациях Dark Horse Comics
- Маска[англ.] (1995—1997, мультсериал)
- Патруль времени[англ.] (1997—1998, сериал)
- Большой Парень и Расти Мальчик-Робот[англ.] (1999—2001, мультсериал)
- Тёмная материя (2015—2017, сериал)
- Академия Амбрелла (2019-2024, сериал)
- Засланец из космоса (2021-настоящее время, сериал)
- Кролик-самурай: Хроники Усаги (2022, мультсериал)
- Грендель[англ.] (TBA)
- Управление разума[англ.] (TBA)
- Мелкие угрозы (TBA)
- Она могла летать (TBA)
- Вирд (TBA)

#### Сериалы, неоснованные на публикациях Dark Horse Comics
- Койот (2021, сериал)
- Корпорация Месть (TBA)

### Фильмы

#### Фильмы, основанные на публикациях Dark Horse Comics
- Маска (1994)
- Патруль времени (1994)
- Враг (1996)
- Не называй меня малышкой (1996)
- Вирус (1999)
- Таинственные люди (1999)
- Американское великолепие[англ.] (2003)
- Патруль времени 2: Берлинское решение[англ.] (2003)
- Хеллбой: Герой из пекла (2004)
- Сын Маски (2005)
- Хеллбой 2: Золотая армия (2008)
- Призрачный патруль (2013)
- Полярный (2019)
- Хеллбой (2019)
- Призрачный патруль 2: Восстание проклятых (2022)
- Хеллбой: Проклятие Горбуна (2024)
- БЭНГ! (TBA)
- Отдел Н[англ.] (TBA)
- Леди-киллер (TBA)
- Таинственная девушка (TBA)
- Черный Кайзер (TBA)
- Головорез[англ.] (TBA, мультфильм)

#### Фильмы, неоснованные на публикациях Dark Horse Comics
- Хихикающий доктор (1992)
- Меня зовут Брюс (2007)
- 30 дней ночи (2007)
- Билл Рассел: Легенда (2023)
- Убей меня (TBA)

#### Фильмы, Dark Horse Indie
- Монарх Луны (2005)
- Сплинтер[англ.] (2006)
- Дрифтвуд[англ.] (2006)
- Мистер Уормт: Проект Дона Риклза[англ.] (2007)